# Dikobrazovití
Dikobrazovití (Hystricidae) je čeleď hlodavců z podřádu Hystricomorpha a infrařádu Hystricognathi. Zahrnuje 3 rody s 11 druhy žijícími v jižní Evropě, Africe, jižní a jihovýchodní Asii.
Jde o větší hlodavce s podsaditým tělem, krátkýma nohama a krátkým nebo středně dlouhým ocasem. Jejich typickým znakem jsou bodliny nebo ostny, které pokrývají většinu těla. Obývají pouště, savany a lesy. Jde o většinou noční živočichy, kteří přes den přespávají v norách. Jsou to býložravci.

## Výskyt
Dikobrazovití žijí v jižní Evropě, severní a střední Africe, jižní a jihovýchodní Asii. Obývají pouště, savany a lesy od úrovně moře až do nadmořské výšky 3 500 m n. m.

## Taxonomie
Databáze savců Mammal Species of the World rozděluje dikobrazovité do tří rodů:
- rod Hystrix – dikobraz – 8 druhů žijících v jižní Evropě, severní a rovníkové Africe, jižní a jihovýchodní Asii.
- rod Atherurus – osinák – dva druhy žijící v rovníkové Africe, jižní a jihovýchodní Asii,
- rod Trichys – osinák – s jedním druhem vyskytujícím se na Malajském poloostrově, na Sumatře a Borneu.

## Vzhled
Jde o středně velké až velké hlodavce s podsaditým tělem a ocasem, který u menších druhů dosahuje až poloviny délky těla, zatímco u větších druhů je krátký. Jejich tělo měří 350–930 mm, ocas má 25–260 mm. Váží 1,5 – 20 kg. Jejich hlava, tělo a u některých rodů i ocas jsou pokryty ostny nebo bodlinami, které mohou být až 350 mm dlouhé. Celkové zbarvení jde do hněda nebo spíše do černa, ostny jsou často bíle žíhané.
Nohy mají krátké; na všech mají po 5 prstech, i když palec na předních nohách zakrněl.
Mají malé oči a celkem 20 zubů: jejich zubní vzorec je
- 1.0.1.3
- 1.0.1.3

Samice mají 2 až 3 páry mléčných žláz, které jsou umístěny na bocích těla.

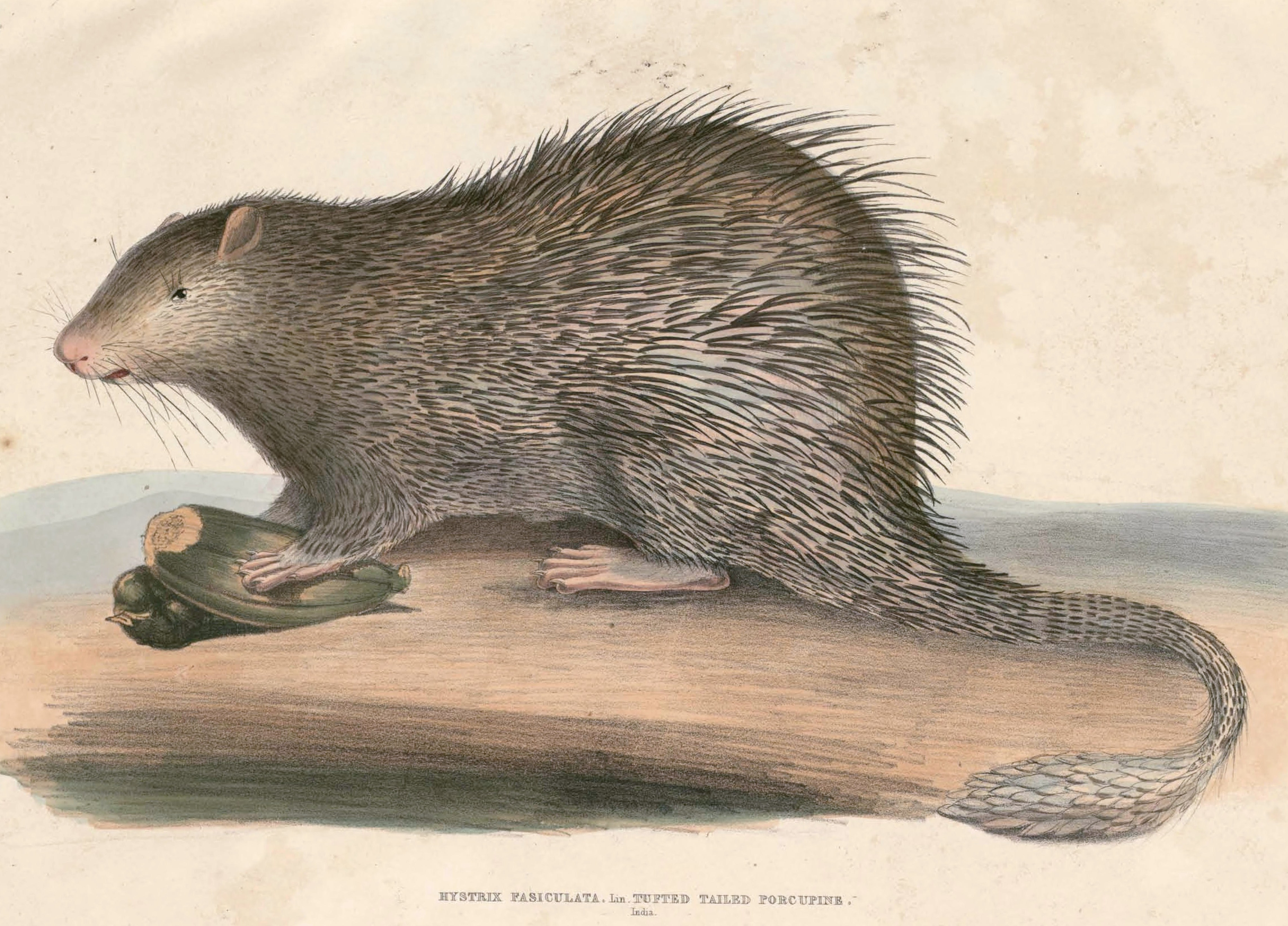
Osinák malajský

## Způsob života
Jde o většinou noční živočichy, kteří přes den přespávají v jeskyních, skalních puklinách nebo norách. Některé druhy jsou společenské – bylo zjištěno až 10 jedinců v jedné noře.
Jsou to býložravci, i když bylo pozorováno, že konzumují zdechliny a ohlodávají kosti.
V jednom vrhu je obvykle jen jedno nebo dvě mláďata, která se rodí s otevřenýma očima a krátkými měkkými ostny. Přibližně po týdnu začínají ostny tvrdnout; v té době také mláďata opouštějí hnízdo.
Dikobrazi se dožívají relativně vysokého věku – u všech tří rodů byl zaznamenán nejvyšší věk přes 10 let. Nejstarším zdokumentovaným dikobrazem na světě byl dikobraz srstnatonosý z pražské zoo, který žil přes 30 let.

## Stupeň ohrožení
Většina dikobrazů není ohrožena a v červeném seznamu druhů jsou vyhodnoceni jako málo dotčený druh. Jeden druh je však považován za zranitelný:
Zranitelný druh:
- Dikobraz filipínský (Hystrix pumila) žijící na filipínských ostrovech Palawan a Busuanga.[4] Je ohrožen především zmenšováním plochy lesů, lovem pro maso a také tím, že je chytán a chován jako domácí mazlíček.